# Babica mrkulja
Babica mrkulja (Parablennius gattorugine) - domaćih naziva babica obična, slingurica, barbir, babak, baba, slingurica mramorka, je riba koja spada u porodicu slingurki (Blenniidae). 

## Opis
Ima sluzavo tijelo, golo bez ljusaka, izduženo, smeđe boje u više nijansi, s mnoštvom pruga i šara, te kožnim izraslinama raznih oblika poviše očiju na glavi. Vrlo je jakih čeljusti i snažnog ugriza. Najpoznatiji je predstavnik slingurki kod nas, gotovo da nema ribara koji ovu vrstu nije uhvatio na udicu. Živi u procjepima i rupama u plitkom moru (3 – 32 m dubine), a mlađi primjerci i u samom plićaku. Hrani se beskralješnjacima, ali će se zaletiti i na drugu vrstu hrane, tako da je često možemo vidjeti gdje se hrani otpacima. Može narasti i do 30 cm duljina iako su najčešći odrasli primjerci veliki 15-20 cm. Najčešće je aktivna u zoru i u sumrak.
Ova vrsta živi na cijelom Mediteranu i Crnom moru, kao i na Atlantiku, od Škotske do Maroka.

## Vanjske poveznice
|  | Zajednički poslužitelj ima stranicu o temi Babica mrkulja |
|  | Wikivrste imaju podatke o taksonu Babica mrkulja          |